# Sup'Internet
A Sup'Internet é uma  escola de Internet, instituição de ensino superior localizada em Paris, França. Fundada em 2011, é uma das mais prestigiadas escolas de Internet da França.
Sup'Internet é uma parte do IONIS Education Group, do qual também fazem parte as Institut polytechnique des sciences avancées, Institut supérieur de gestion, ESME Sudria, Instituto Superior Europeu de Gestão Grupo,... e Sup'Internet.